# 火ヶ峰砦
火ヶ峰砦（ひがみねとりで、英語: Fort Higamine）は、静岡県掛川市中方・下土方・岩滑・中地区付近（遠江国城東郡毛森村）にあった日本の城。現在は城跡が残る。高天神城を包囲するために築かれた「高天神六砦」の一つである。

## 概要

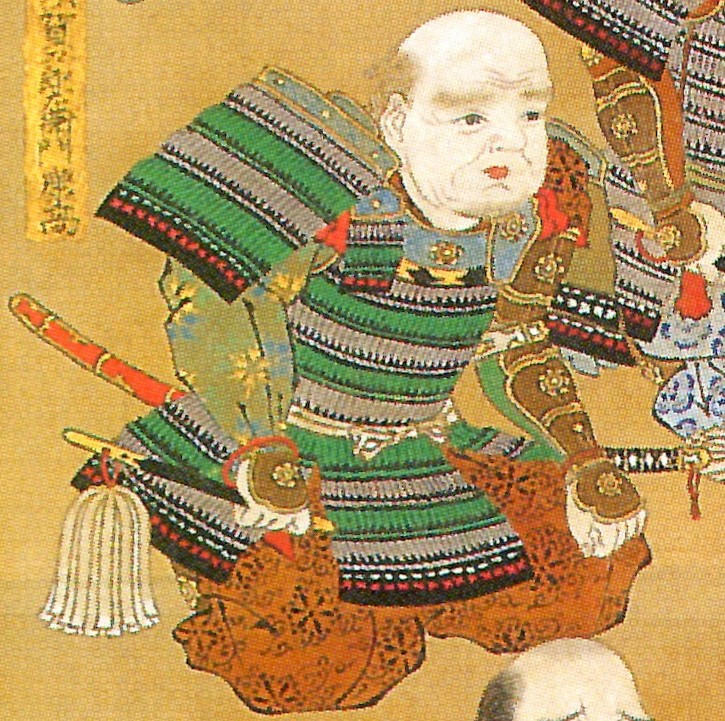
火ヶ峰砦を統轄した大須賀康高（伝狩野永納筆『德川二十將図』）

遠江国城東郡の毛森村に立地する。高天神城より東北東に1.5キロメートルほど離れており、同じく遠江国城東郡に属する中方村、岩滑村、下土方村との村境にある丘陵に位置している。
1580年（天正8年）、武田勝頼方の高天神城を攻略するために、徳川家康により火ヶ峰砦が築城された。この火ヶ峰砦は、小笠山砦、能ヶ坂砦、獅子ヶ鼻砦、中村砦、三井山砦とともに「高天神六砦」と称された。火ヶ峰砦は高天神六砦の中では最も高天神城に近接しており、かつ、最も規模が大きかった。城域は1キロメートルを超えるほどの長大なものであり、あたかも高天神城と甲斐国との経路を遮る巨大な壁のように見える。高天神城に立てこもっていた横田尹松は、この火ヶ峰砦の完成を目にして敗戦必至を悟り、高天神城を見捨てるよう勝頼に書状を出したという。
築城後は、徳川家康に任じられた大須賀康高がこの砦を管轄し、高天神城への兵糧や弾薬の補給を遮断した。その結果、高天神城の将兵は飢えに苦しみ、城に立てこもる岡部元信らは苦境に陥った。第二次高天神城の戦いにより高天神城が落城すると、役割を終えたこの砦も廃止されることになった。
その後、年を経るにつれ火ヶ峰砦跡の遺構は失われていったため、砦の位置について2つの説が提唱されるに至り、その正確な位置ははっきりしない状態となっている。ただ、砦跡の北側については主郭跡を除きほぼ消滅しているが、砦跡の南側についてはある程度残存している。